# Asceles perplexus
Asceles perplexus är en insektsart som beskrevs av Ludwig Redtenbacher 1908. Asceles perplexus ingår i släktet Asceles och familjen Diapheromeridae. Inga underarter finns listade i Catalogue of Life.